# ハサン2世ゴルフ・トロフィー
ハサン2世ゴルフ・トロフィーはヨーロピアンツアーの公式戦である。
この大会はモロッコの国王・ハサン2世の冠をつけたゴルフ大会で、毎年3月に、同氏が保有する王宮の敷地内にある、「ゴルフ・ドゥ・パレロワイヤル」というコースを舞台に行われる。このコースは、すぐ近くに海があることから、海風が強く、戦略が難しいコースレーアウトを持つという特徴がある。
2014年から2015年まで片山晋呉インビテーショナルネスレ日本マッチプレー選手権・レクサス杯（2015年改題）とのタイアップを行い、優勝者の特典として、当大会の出場招待権が与えられていた。

## 歴代優勝者
| Year | Player                   | Country        | スコア | To par | 2位との差 | 2位(タイ)        |
| ---- | ------------------------ | -------------- | ------ | ------ | --------- | ---------------- |
| 2018 | アレクサンダー・レビ     | フランス       | 280    | −8     | 1 stroke  | アルバロ・キロス |
| 2017 | エドアルド・モリナリ     | イタリア       | 283    | −9     | Playoff   | ポール・ダン     |
| 2016 | 王情訓                   | 韓国           | 283    | −5     | Playoff   |                  |
| 2015 | リッチー・ラムジ         | スコットランド | 278    | −10    | 1打差     |                  |
| 2014 | アレサンドロ・カニザレス | スペイン       | 269    | −19    | 5打差     |                  |
| 2013 | マルセル・シーム         | ドイツ         | 271    | −17    | 3打差     |                  |
| 2012 | マイケル・ホーイ         | 北アイルランド | 271    | −17    | 3打差     |                  |
| 2011 | デイビット・ホージー     | イングランド   | 274    | −13    | Playoff   |                  |
| 2010 | リス・デイビス           | ウェールズ     | 266    | −25    | 2打差     |                  |

Prior to European Tour co-sanctioning
- 2009 No tournament
- 2008  アーニー・エルス
- 2007  パドレイグ・ハリントン
- 2006  サム・トーランス
- 2005  エリック・コンプトン
- 2004 No tournament
- 2003  サンティアゴ・ルナ
- 2002  サンティアゴ・ルナ
- 2001  Joakim Haeggman
- 2000  ロジャー・チャップマン
- 1999  デビッド・トムズ
- 1998  サンティアゴ・ルナ
- 1997  コリン・モンゴメリー
- 1996  イグナシオ・ガリド
- 1995  ニック・プライス
- 1994  Martin Gates
- 1993  ペイン・スチュワート
- 1992  ペイン・スチュワート
- 1991  ビジェイ・シン
- 1986-90 No tournament
- 1985  ケン・グリーン
- 1984  ロジャー・モルトビー
- 1983  Ron Streck
- 1982  フランク・コナー
- 1981  ボブ・イーストウッド
- 1980  エド・スニード
- 1979  Mike Brannan
- 1978  Peter Townsend
- 1977  リー・トレビノ
- 1976  Salvador Balbuena
- 1975  ビリー・キャスパー
- 1974  Larry Ziegler
- 1973  ビリー・キャスパー
- 1972  Ron Cerrudo
- 1971  オービル・ムーディー